# Altpreußisches Infanterieregiment No. 41 (1806)
Das Infanterieregiment mit der späteren Nummer No. 41 war ein preußisches Füsilier-Regiment. Ein erstes Regiment wurde bereits 1716 für die herzoglich württembergische Armee aufgestellt und trat anschließend in kaiserliche Dienste. Seit 1741 im preußischen Dienst stehend, war es zunächst Garnisonsbesatzung in Wesel und wurde in den 50er Jahren ein westfälisches Feld-Regiment.

## Allgemeine Geschichte
Die Ursprünge des Regiments lagen in der Württembergischen Armee in einem 1715 verfügten Regiment, das Herzog Eberhard Ludwig von Württemberg Kaiser Karl VI. für den Venezianisch-Österreichischen Türkenkrieg 1716 vermietete. 1720 wurde es als „Leib-Infanterie-Regiment“ wieder dem Herzog unterstellt. Aus den Beständen dieses Regiments wurde 1734 ein weiteres Subsidienregiment für die Kaiserliche Armee gebildet mit dem Namen „Prinz Alexander“. Es nahm am Polnischen Thronfolgekrieg teil, kehrte 1736 nach Württemberg zurück, wurde aber 1737 wieder zu einem kaiserlichen Mietregiment und stand in der Garnison in Freiburg in Vorderösterreich. 1740 wurde es an Preußen abgetreten. Die Vereidigung auf den König in Preußen geschah am 2. Mai 1740 in Lauffen am Neckar durch Oberst Karl Erhard von Kalnein. Anschließend wurde das Regiment nach Wesel verschifft. 1754 kam es in das preußische Fürstentum Minden. Mit Regierungsantritt Friedrich Wilhelms II. wurde das Füsilier-Regiment in Infanterieregiment umbenannt. 1806 erhielt es zusätzlich zum Regimentschefnamen die Nummer 41.

## Garnison, Ersatz und soziale Verhältnisse
Ab 1741 gehörte es zur Garnison der Festung Wesel. Sein Ersatz erfolge ausschließlich durch Werbung. Erst 1756 wurde es zu einem Feldregiment und seit 1756 durch Rekruten aus den Kantonen in den preußisch-westfälischen Territorien, vor allem aus dem Fürstentum Minden, ergänzt, mit den Ämtern Reineberg, Rahden, Stift Levern, Hausberge, Petershagen, Schlüsselburg und aus den Städten Minden, Petershagen, Hausberge und Lübbecke.

## Beurteilung
Das Regiment galt im Siebenjährigen Krieg als eines der besten in der Füsiliergruppe. Immediatverkehr, Beurlaubtengelder und eigene Werbung belegen die Wertschätzung des Königs noch vor den beiden westfälischen „Regimentern zu Fuß“ in den Grafschaften Ravensberg und Mark.

## Verbleib und Nachfolge
Das Regiment wurde 1806 als Füsilier-Regiment Lettow No. 41 in Hameln durch Kapitulation aufgelöst.

## Uniform, Ausrüstung
In der Mitte des 18. Jahrhunderts bestand die Regimentsuniform aus einer blauen Uniformjacke mit roten Ärmel- und
Rockaufschlägen und gelben Litzen in der Hüfte. Die Mütze der Füsiliere und Grenadiere war rot mit Goldmessingbeschlag. Die Regimentsfahne war beige.